# Bearden (Oklahoma)
Bearden és un poble dels Estats Units a l'estat d'Oklahoma. Segons el cens del 2000 tenia 140 habitants.

## Demografia
Segons el cens del 2000, Bearden tenia 140 habitants, 49 habitatges, i 36 famílies. La densitat de població era de 7,2 habitants per km².
Dels 49 habitatges en un 40,8% hi vivien nens de menys de 18 anys, en un 69,4% hi vivien parelles casades, en un 2% dones solteres, i en un 24,5% no eren unitats familiars. En el 18,4% dels habitatges hi vivien persones soles el 8,2% de les quals corresponia a persones de 65 anys o més que vivien soles. El nombre mitjà de persones vivint en cada habitatge era de 2,86 i el nombre mitjà de persones que vivien en cada família era de 3,35.
Per edats la població es repartia de la següent manera: un 31,4% tenia menys de 18 anys, un 5,7% entre 18 i 24, un 30% entre 25 i 44, un 22,1% de 45 a 60 i un 10,7% 65 anys o més.
L'edat mediana era de 36 anys. Per cada 100 dones de 18 o més anys hi havia 118,2 homes.
La renda mediana per habitatge era de 20.417 $ i la renda mediana per família de 21.875 $. Els homes tenien una renda mediana de 21.429 $ mentre que les dones 11.667 $. La renda per capita de la població era d'11.359 $. Entorn del 24,3% de les famílies i el 29,8% de la població estaven per davall del llindar de pobresa.

## Poblacions més properes
El següent diagrama mostra les poblacions més properes.